# Hikoshiro Sadamune
Hikoshirō Sadamune (相模國住人貞宗 Sagami kuni junin Sadamune?, nacido en Einin 6, 1298; muerto en Shōhei 4, 1349) también llamado Sōshū Sadamune fue un espadero de la escuela Sōshū, originalmente de Gōshū (también conocido como la provincia de Ōmi) cuyas obras se consideran algunas de las mejores cuchillas jamás creadas. Sus obras a menudo se comparan con las de los otros grandes herreros de la era Koto (987-1596), incluidos Sōshū Masamune, Toshiro Yoshimitsu, Go Yoshihiro, Bizen Nagamitsu e Ike Muramasa. Era un hijo de sangre o de adopción de Sōshū Masamune, considerado por muchos como el más famoso de los maestros de Sōshū.
Después de abandonar la provincia de Gōshū para ir a lo que ahora es la Prefectura de Kanagawa, Sadamune se convirtió en estudiante de Masamune, en algún momento alrededor del período Nambokuchō. Como una señal de su finalización de la formación de su maestro, heredó la parte mune de su nombre Sadamune de Masamune. Sadamune no era uno de los Grandes Juttetsu entrenados por Masamune, pero sus obras se consideraban del mismo nivel que las de su maestro. 

## Estudiantes
En la actualidad, se cree que Sōshū Sadamune ha entrenado a cuatro estudiantes Nobukuni (信国?) que formaron un largo linaje de herreros con el mismo nombre, Nobukuni. Famoso por sus imágenes de horimono talladas en las cuchillas, y Takagi Sadamune (江州□住貞宗 goshu takaki ju Sadamune?).
Existe un gran debate en la comunidad académica sobre Takagi Sadamune. No está claro si Takagi Sadamune es simplemente Sōshū Sadamune después de que regresó a su región de origen, un hijo suyo o alguien a quien le enseñó a hacer espadas. Las espadas de Takagi Sadamune no se consideran de tan alta calidad como las producidas por Sōshū Sadamune, pero aún son de una habilidad excepcional. 
Existe una copia firmada de su trabajo: una espada tantō, anteriormente propiedad de Toyotomi Hideyoshi. Se dice que el trabajo firmado Gōshū Takagi ju Sadamune se hizo cuando Sōshū Sadamune regresó a su hogar en Takagi en la provincia de Gōshū. La leyenda dice que regresó a su casa para producir una copia de una famosa espada llamada Cortador de Cuerdas. 
También entrenó a Kanro Toshinaga, quien se cree que trabajó en la provincia de Echigo en el período Nanboku-chō.
Higo Munekage (Higo No-Kuni Kumamoto-Kishi, Hagi Jiemon No-Sho Fujiwara Munekage Saku) que fue alumno de Suishinshi Masahide tiene una gran influencia de Sadamune en su trabajo, pero no fue alumno suyo. 
Kokon Mei Zukushi y otros libros que enumeran herreros y cuchillos japoneses enumeran a Motoshige como estudiante de Sadamune, sin embargo, el Dr. Honma Junji no está de acuerdo con esto en su libro.